# Зворыкин, Николай Анатольевич
Николай Анатольевич Зворыкин (1873—1937) — русский советский писатель-натуралист.

## Биография
Родился 26 мая (7 июня) 1873 года в сельце Подольцы Вышневолоцкого уезда Тверской губернии в дворянской семье. Его отец — Анатолий Иванович Зворыкин (1842—1918) после службы в гвардейской конной артиллерии поселился в родовом имении Воздвиженское, в трёх километрах юго-восточнее села Котлован; в 1880-х годах занимал должность мирового судьи 3-го участка Вышневолоцкого уезда, в 1890-х — земского начальника 1-го участка Вышневолоцкого уезда. Спустя год после выхода в отставку с военной службы, 10 сентября 1869 года в Санкт-Петербурге, он женился на Наталье Фёдоровне Русиновой (1845—1932), дочери генерал-лейтенанта Фёдора Ивановича Русинова (1808—1873), который также имел усадьбу в Вышневолоцком уезде. В семье Зворыкиных было шестеро детей, Николай был вторым ребёнком; кроме него родились: Иван (1870—1956), Фёдор (1876—1938), Надежда (1877—1942), Анатолий (1879—1942) и Ксения (1886—1986). Отец был страстным охотником и его любовь к охоте передалась сыну Николаю. 
С 1886 года Николай Зворыкин учился в Императорском училище правоведения, из которого был выпущен в мае 1895 года и был зачислен младшим кандидатом на судебные должности при Петербургском окружном суде. С 1896 года в течение пяти лет служил секретарём департамента полиции; в 1901 году уехал из Санкт-Петербурга в родовое имение — усадьбу Воздвиженское Кузьминской волости. В 1906 году был произведён в коллежские асессоры и назначен на должность земского начальника 2-го участка Вышневолоцкого земства; надворный советник с 1912 года, коллежский советник с 1916 года. В 1915—1917 годах — председатель Вышневолоцкой земской управы. Не призванный на военную службу в связи с начавшейся Первой мировой войной из-за повреждённой ещё в молодости ноги, Н. А. Зворыкин принял деятельное участие в земских органах по снабжению Красного Креста и армии.  
В 1906 году, 26 сентября, в Москве состоялось венчание Зворыкина с британской подданной Мэйбл Хоуп (Надежда Вениаминовна) Уитекер. А в 1910 году развелись его родители; матери осталось Воздвиженское, а отец, женившись во второй раз, на средства жены, Валентины Ивановны Лодыгиной, построил в Вышнем Волочке больницу. В 1917 году жена Зворыкина подала на развод и уехала в Англию. В том же году у него родилась внебрачная дочь от Евгении Викентьевны Шараковской (умерла в лагерях ок. 1938 г.), которая спустя три года уехала, оставив отцу ребёнка. В 1924 году в селе Островно он женился на Марии Александровне Павловой (1906—1986), которая в период НЭПа в усадьбе Ушаковых в Островно организовала Дом отдыха для художников, в котором и проработала до января 1925 года. 
Первый литературный опыт Зворыкина относится к 1896 году, когда он по предложению своего знакомого С. А. Бутурлина предпринял первую попытку опубликовать статью о волках в журнале «Псовая и ружейная охота». Попытка окончилась неудачей, и Зворыкин надолго оставил свои литературные опыты. Только в 1914 году, в декабрьской книжке  журнала «Русская мысль», литературный отдел которого редактировал в это время В. Я. Брюсов, были напечатаны рассказы Н. А. Зворыкина «Равновесие», «Воспоминания», «Зайцев бьют». С 1925 года Зворыкин активно печатался в охотничьих журналах, прежде всего в журнале «Охотник»; сотрудничал также с журналами «Уральский охотник», «Охотник и пушник Сибири». До 1929 года, когда он жил в деревне, писал художественные рассказы, а затем только монографии и исследования. В течение 1925—1937 годов Зворыкин написал 20 книг на охотничьи темы и опубликовал около 60 статей, очерков и рассказов. Его работы о волках, написанные на основании личного опыта, считаются абсолютно оригинальными; в их числе: «Что должен знать окладчик» (М., 1931); «Бригадная охота с флагами» (М., 1933); «Волк и борьба с ним» (М., 1936); «Волк» (М.-Л., 1937). 
В 1929 году в редакции ленинградского журнала «Охота и природа» Зворыкин знакомится с писателем И. С. Соколовым-Микитовым и поселился в его квартире в Гатчине. В 1934 году Соколов-Микитов получил квартиру в Ленинграде, а Зворыкин остался жить в Гатчине. В 1930-х годах Н. А. Зворыкин был зачислен консультантом по волчьему вопросу в Комитет по заповедникам при Президиуме ВЦИК; в 1935-1936 годах он занимался разработкой мероприятий по истреблению волков в различных районах СССР. По рекомендации С. А. Бутурлина Всесоюзный Арктический институт предложил Зворыкину организовать экспедицию по изучению вреда, приносимого северному оленеводству тундровым волком, и по вопросам его биологии. Последние годы жизни он активно работал над этой проблемой.
Скоропостижно скончался 9 ноября 1937 года в Гатчине и был похоронен на Серафимовском кладбище рядом со своей матерью.
Через 16 лет после его смерти были изданы «Избранные произведения» (М.: Физкультура и спорт, 1953). В 2003 году был издан сборник: «Николай Зворыкин. Волки и охота на них» (Тверь, Изд-во «Русская провинция»).